# Тюнино (Калужская область)
Тюнино — деревня в Боровском районе Калужской области. Входит в состав сельского поселения «Деревня Асеньевское».  

## География
Стоит на берегах  рек Лужа и Бобровка,  рядом Асеньевское, Висящево, бывшее село Никольское.

## Население
| 2002 | 2010 |
| ---- | ---- |
| 36   | ↘29  |

## История
В 1782 году сельцо Тюнино и деревня Слободка — Бориса Петровича,  Василия Петровича и Прасковьи Богдановной Кошелевых.